# François Bégaudeau
François Bégaudeau (Luçon, 27 aprile 1971) è uno scrittore francese.

## Giovinezza e formazione
Nato in Vandea a Luçon da genitori entrambi insegnanti, François Bégaudeau trascorre tutta la sua infanzia a Nantes. Prosegue il suo percorso scolastico secondario nel liceo "Jules-Verne" fino a diventare baccalaureato. Durante tutta la sua adolescenza, gioca a calcio nella squadra del Mangin-Beaulieu e supera le selezioni per entrare nella squadra federale; lo sport occupa un posto importante nella sua vita e influenzerà i suoi scritti dal suo primo romanzo Jouer juste fino alla direzione di un lavoro collettivo Le sport par les gestes, passando anche per le cronache scritte per il quotidiano Le Monde nel 2008 per ogni giornata del campionato di calcio francese della Ligue 1.
Nel 1989 entra a far parte della classe di lettere preparatoria all'ingresso nella scuola normale superiore del liceo Guist'hau. Nel 1991 viene ammesso al concorso, ma non supera l'orale. Si iscrive allora all'università di Nantes dove, dopo aver conseguito una laurea in lettere moderne, ottiene anche un certificato di abilitazione all'insegnamento. Durante gli anni universitari fonda con alcuni amici il gruppo musicale punk rock Zabriskie Point, del quale è il cantante.

## Carriera
Entra nella vita attiva come professore di francese. Ottiene la sua prima cattedra in un liceo "sensibile" a Dreux (Liceo Tecnico Edouard Branly). Viene poi assunto al Collège Mozart nel 19º arrondissement di Parigi. Ricava allora del tempo da dedicare alla scrittura: è uno dei critici dei Cahiers du cinéma e pubblica nel 2003 il suo primo romanzo Jouer juste presso l'editore Verticales.
Nel 2004 fonda con altri scrittori e filosofi la rivista Inculte. Seguono un altro romanzo, Dans la diagonale (2005), e una «fiction biografica», Un démocrate, Mick Jagger 1960-1969. Moltiplica rapidamente le sue collaborazioni: pezzi teatrali per France Culture, articoli per Transfuge o So foot, cronache televisive all'interno dell'ormai defunto Culture Club di France 4.
François Bégaudeau è anche produttore e diffusore di opere cinematografiche e documentarie tramite la società "Capricci Films", di cui rappresenta uno dei cofondatori; è inoltre realizzatore di film nel collettivo Othon (vedi ad esempio Jacques, opera del 2007). Attualmente sta lavorando a una sit-com di 20 episodi intitolata Litigi, dedicata alla vita quotidiana di un quartiere popolare della conurbazione di Nantes.
François Bégaudeau partecipa regolarmente alla trasmissione di attualità cinematografica Le Cercle su Canal+, condotta da Frédéric Beigbeder, così come a Ça balance à Paris su Paris Première; lavora anche alla rivista Transfuge dal 2004.
Nel 2009, l'etichetta Des gens de l'Occident riedita la discografia completa del suo gruppo punk-rock Zabriskie Point.
Nel 2010, a François Bégaudeau è assegnato il ruolo principale del cortometraggio della collezione Canal+, intitolato Et vous, sinon, ça va?, realizzato da Emmanuel Broussouloux.
Chloé Leprince, in un ritratto pubblicato sul sito Rue89 il 5 marzo 2011, dà di lui l'immagine disastrosa di uno scrittore che assume il ruolo di intellettuale, ma è incapace di argomentare.
Nell'aprile del 2011, i critici letterari della trasmissione le Cercle (Canal+) consacrano il romanzo La Blessure la vraie, che sarà adattato al grande schermo dal regista Abdellatif Kechiche (L'esquive, La graine et le mulet, Vénus Noire).

## La Classe - Entre les murs
Nel 2006, con il suo terzo romanzo La Classe - Entre les murs, riceve il Prix France Culture/Télérama e il riconoscimento sia della critica che del pubblico. Ne vengono vendute più di 170 000 copie. Approfitta di questo successo per abbandonare provvisoriamente l'ambito educativo e può in questo rispondere a numerose sollecitazioni e sviluppare alcuni progetti. Partecipa alla Matinale di Canal+, dove si occupa della rubrica di cronaca letteraria del giovedì; diventa critico cinematografico della rivista Playboy (edizione francese). Partecipa alla realizzazione di diverse opere, tra cui Devenirs du roman, Une année en France: Réferendum/banlieues/CPE, Le sport par les gestes, Une chic fille. Nel 2008, il suo romanzo Entre les murs diventa un film per la regia di Laurent Cantet. François Bégaudeau è coautore della sceneggiatura assieme al regista e a Robin Campillo; per un anno, anima in un collegio parigino degli atelier di improvvisazioni che gli permetteranno di selezionare i giovani attori. Il film omonimo, nel quale François Bégaudeau interpreta tra l'altro il suo stesso ruolo di professore, ottiene la Palma d'oro al Festival di Cannes 2008. L'autore-attore ha inoltre ricevuto il premio César 2009 per il migliore adattamento cinematografico.

## Una bufala
Il 7 ottobre 2008, annuncia in un'intervista ai giornali Presse-Océan e Ouest-France che gli piacerebbe giocare nel FC Nantes, squadra di cui è un fan di lunga data. Quest'informazione è però smentita sei mesi più tardi: lo scrittore aveva infatti voluto burlarsi dei giornalisti che lo stavano subissando di interviste dopo il successo del film La Classe - Entre les murs.